# Moreno, punta (udde i Antarktis, lat -60,73, long -44,68)
Moreno, punta är en udde i Antarktis. Den ligger i Sydorkneyöarna. Argentina och Storbritannien gör anspråk på området. Moreno, punta ligger på ön Laurie.
Terrängen inåt land är kuperad österut, men västerut är den platt. Havet är nära Moreno, punta åt sydväst. Trakten är obefolkad. Det finns inga samhällen i närheten. 